# Aleksandr Daniszewski
Aleksandr Władimirowicz Daniszewski, ros. Александр Владимирович Данишевский, ukr. Олександр Володимирович Данішевський, Ołeksandr Wołodymyrowycz Daniszewski (ur. 23 lutego 1984 w Sewastopolu, Ukraińska SRR) – rosyjski piłkarz pochodzenia ukraińskiego, grający na pozycji pomocnika, a wcześniej napastnika.

## Kariera piłkarska

### Kariera klubowa
Wychowanek szkółki piłkarskiej w Sewastopolu. W wieku 15 lat na jednym z juniorskich turniejów został zauważony przez skautów Dinama Moskwa, do szkoły piłkarskiej której przeszedł. Po roku zmienił szkole na Akadiemik Moskwa, a sześć miesięcy później Daniszewski razem z Andriejem Strielcowym, Aleksandrem Pawlenkę i Andriejem Popowym okazał się w Spartaku Moskwa. W 2001 debiutował w podstawowym składzie Spartaka. Jednak w sezonie 2003, wszystko poszło nie tak i po roku spędzonym w drużynie rezerw, został wypożyczony do podmoskiewskiego FK Chimki, w którym, wraz z Andriejem Tichonowym stał się ulubieńcem miejscowych fanów. W 2006 roku został kupiony do Torpeda Moskwa, ale nie spełnił nadziei nowego pracodawcy i pierwszą połowę sezonu przeważnie znajdował się na ławce rezerwowych. Podczas letniego okna transferowego przeniósł się do Kubani Krasnodar, trener której Pawło Jakowenko wiedział o mocnych i słabych stronach napastnika jeszcze z czasów pracy w FK Chimki. 24 lipca 2007 zasilił skład FK Rostów. W lutym 2008 został kupiony do ukraińskiego Arsenału Kijów. Latem 2008 powrócił do Rosji, gdzie potem bronił barw Sportakadiemkłubu Moskwa. W marcu 2009 podpisał roczny kontrakt z Anży Machaczkała. W końcu grudniu 2009 przeszedł do Żemczużyny Soczi. W marcu 2011 roku powrócił do FK Chimki, w którym występował pół roku. Na początku 2012 podpisał 2-letni kontrakt z FK Sewastopol. 31 lipca 2013 przeniósł się do Biełszyny Bobrujsk. W styczniu 2014 powrócił do Ukrainy, a 7 marca 2014 podpisał kontrakt z Zirką Kirowohrad. 26 maja 2014 za obopólną zgodą kontrakt został anulowany.

### Kariera reprezentacyjna
W 2001 debiutował w juniorskiej reprezentacji Rosji. Następnie występował w młodzieżowej reprezentacji Rosji.

## Sukcesy i odznaczenia

### Sukcesy klubowe
- mistrz Rosji: 2001
- brązowy medalista Mistrzostw Rosji: 2002
- zdobywca Pucharu Rosji: 2003
- finalista Pucharu Rosji: 2005